# CA General San Martín
General San Martín – argentyński klub piłkarski z siedzibą w mieście San Martín należącym do zespołu miejskiego Buenos Aires.

## Historia
Klub założony został w 1913 roku pod nazwą Villa Urquiza. W 1922 roku uzyskał awans do pierwszej ligi mistrzostw organizowanych przez federację Asociación Argentina de Football. W pierwszoligowym debiucie w 1923 roku Villa Urquiza zajął przedostanie 22. miejsce. W 1924 roku też było 22. miejsce, ale ostatnie.
W 1925 po 18 meczach doszło do zmiany nazwy - ostatni raz pod nazwą Villa Urquiza klub wystąpił 5 lipca w przegranym 1:2 meczu z Porteño Buenos Aires. W następnym meczu rozegranym 1 listopada klub wystąpił już pod nazwą General San Martín, wygrywając 2:1 z Club Argentino de Banfield. Ostatecznie General San Martín zajął w lidze 8. miejsce. W 1926 było dopiero 14. miejsce.
W 1927 roku doszło do połączenia konkurencyjnych federacji - klub General San Martín nie uzyskał prawa gry w połączonej lidze. Ponownie do pierwszej ligi udało się awansować w 1933 roku - klub dostał się do pierwszej ligi amatorskiej organizowanej przez federację Asociación Argentina de Football, uznawaną przez FIFA. W 1934 General San Martín zajął w lidze 6. miejsce.
Wkrótce federacja Asociación Argentina de Football połączyła się z organizującą ligę zawodową federacją Liga Argentina de Football tworząc nową federację Asociación del Football Argentino. Od tej chwili tylko pierwsza liga zawodowa była najwyższą piłkarską ligą Argentyny. Ponieważ klub General San Martín pozostał w lidze amatorskiej, przestał być klubem pierwszoligowym.
W ciągu 5 sezonów spędzonych w pierwszej lidze klub rozegrał 113 meczów, z których 31 wygrał, 22 zremisował i 60 przegrał, uzyskując 84 punkty. Klub zdobył 102 bramki i stracił 174 bramki.